# Tiffany Thornton
Tiffany Thornton (College Station, Texas, 14 februari 1986) is een Amerikaans actrice en zangeres, vooral bekend van haar rol als Tawni Hart in de Disney Channel Original Series, Sonny with a Chance en So Random!. Thornton speelde ook mee met de rest van de cast van Sonny with a Chance in een de muziekvideo, La La Land van Demi Lovato.

## Televisierollen
Tiffany Thornton speelt in de Disney Channel-serie Sonny with a Chance als Tawni Hart en ook als gastster in Hannah Montana als Becky en Wizards of Waverly Place als Susan. Ze speelde ook een klein deel in That's So Suite Life of Hannah Montana wanneer Raven een visioen heeft dat zij gaat vallen.
Thornton trouwde op 12 november 2011 met haar vriend Christopher Carney. Demi Lovato was een van haar bruidsmeisjes. Op 15 augustus 2012 beviel ze van een zoon.

## Filmografie
| Film       | Film                                          | Film                | Film                                                                         |
| Jaar       | Film                                          | Rol                 | Bijzonderheden                                                               |
| ---------- | --------------------------------------------- | ------------------- | ---------------------------------------------------------------------------- |
| 2009       | Hatching Pete                                 | Jamie               | Disney Channel Original Movie                                                |
| Televisie  |                                               |                     |                                                                              |
| Jaar       | Programma                                     | Rol                 | Bijzonderheden                                                               |
| 2004       | Quintuplets                                   | Stacy               | Alleen pilotaflevering                                                       |
| 2004       | 8 Simple Rules for Dating My Teenage Daughter | Marni               | 1 aflevering: Car Trouble                                                    |
| 2005       | American Dreams                               | Tonya               | 2 afleveringen: Truth Be Told, Home Again                                    |
| 2005       | The O.C.                                      | Ashley              | 3 afleveringen: The Shape of Things to Come, The Disconnect, The Safe Harbor |
| 2006       | Desperate Housewives                          | Barbie              | 1 aflevering: No One Is Alone                                                |
| 2006       | That's So Raven                               | Tyler Sparks        | (aflevering Checkin' Out, deel van That's So Suite Life of Hannah Montana)   |
| 2006       | Jericho                                       | Stephanie Lancaster | Pilotaflevering                                                              |
| 2007       | Hannah Montana                                | Becky               | 2 aflevering: "Get Down, Study-udy-udy" en "Yet Another Side of Me"          |
| 2007       | Wizards of Waverly Place                      | Susan               | 1 aflevering: Movies sadika                                                  |
| 2009-2012  | Sonny with a Chance / So Random!              | Tawni Hart          | Vaste rol, Disney Channel Original Series                                    |
| Gastrollen |                                               |                     |                                                                              |
| Jaar       | Titel                                         | Rol                 | Bijzonderheden                                                               |
| 2008       | Disney Channel's Totally New Year 2008        | Zichzelf            |                                                                              |
| 2009       | Leo Little's Big Show                         | Zichzelf            |                                                                              |

## Muziek
| Jaar | Lied                               | Album                             |
| ---- | ---------------------------------- | --------------------------------- |
| 2009 | "Let It Go" (met Mitchel Musso)    | Disney Channel Playlist           |
| 2009 | "Some Day My Prince Will Come"     | Sneeuwwitje en de zeven dwergen   |
| 2009 | "Magic Mirror"                     | Tinker Bell and the Lost Treasure |
| 2009 | "I Believe" (met Kermit de Kikker) |                                   |
| 2010 | "If I Never Knew You"              | DisneyMania 7                     |
| 2010 | "Kiss Me"                          | Sonny with a Chance               |
| 2010 | "Sure Feels Like Love"             | Sonny with a Chance               |
| 2011 | "Gift of Grammar"                  | Gift of Grammar - Single          |

### Muziekvideo's
- 2008: "La La Land"
- 2008: "Someday My Prince Will Come"
- 2009: "Let It Go"
- 2009: "I Believe"

## Prijzen
| Jaar | Prijs              | Categorie               | Genomineerd werk    | Resultaat |
| ---- | ------------------ | ----------------------- | ------------------- | --------- |
| 2010 | Teen Choice Awards | "Summer TV Star-Female" | Sonny with a Chance | Gewonnen  |